# Brian Gottfried
Brian Edward Gottfried (født 27. januar 1952 i Baltimore, Maryland, USA) er en tennisspiller fra USA. Han var en af verdens bedste mandlige tennisspillere i 1970'erne og vandt i løbet af sin karriere tre grand slam-titler i herredouble. I single var hans bedste grand slam-result finalepladsen ved French Open 1977. Gottfried var en del af det amerikanske hold, der vandt Davis Cup i 1978.
Han vandt i løbet af sin karriere 54 ATP-turneringer i double, og opnåede som bedst at være placeret som nr. 2 på ATP's verdensrangliste i double den 19. juni 1977. I single vandt han 25 ATP-titler, og hans bedste placering på verdensrangliste i single var en tredjeplads den 12. december 1976.